# لا دوره، کبک
لا دُرِه (به فرانسوی: La Doré) قصبه‌ای در منطقه شهری لو دومن-دو-روآ ناحیه سگونه-لاک-سن-ژان در استان کبک کانادا است. در سرشماری سال ۲۰۱۱ این قصبه ۱٬۴۸۶ نفر جمعیت داشته‌است و مساحت آن ۲۸۰٫۸۳ کیلومتر مربع است.